# Peridesmia montana
Peridesmia montana är en stekelart som beskrevs av Boucek 1972. Peridesmia montana ingår i släktet Peridesmia och familjen puppglanssteklar.
Artens utbredningsområde är:
- Tjeckien.
- Slovakien.
- Sverige.

Arten är reproducerande i Sverige. Inga underarter finns listade i Catalogue of Life.